# Skeeby
Skeeby – wieś w Anglii, w hrabstwie North Yorkshire, w dystrykcie (unitary authority) North Yorkshire. Leży 65 km na północny zachód od miasta York i 340 km na północ od Londynu. Miejscowość liczy 390 mieszkańców.